# Lelwani
Lelwani oder Lilwani ist die hethitische Gottheit der Unterwelt.
Ursprünglich war Lelwani der hattische Gott der Unterwelt, der von den Hethitern übernommen wurde. Lelwani war der Anführer der hattischen Unterweltsgottheiten, die in der althethitischen Zeit im ḫešta-Haus verehrt wurden, darunter auch Zilipuri. Wenn auch oft männlich gedacht, war die Unterweltsgottheit Lelwani von wechselndem, nicht festgelegtem Geschlecht.
Im 13. Jh. v. Chr. wurde Lelwani der hurritischen Unterweltsgöttin Göttin Allani angeglichen und dann auch der babylonischen Göttin Ereškigal. Allerdings wurde Lelwani mit der Göttin Allani unter ihrem mesopotamisch-hurritischen Synonym Allatu gleichgesetzt. Der westhurritische Name Allani selbst wurde für die luwische Sonnengöttin der Erde, eine andere Unterweltsgottheit, verwendet. So kam es bei den Hethitern zu einer Aufspaltung der Göttin Allani in die Göttinnen Allani und Allatu, die den Hurritern fremd war. Die Göttin Allatu ersetzte Lelwani in der Folge der Gleichsetzung auch als Hauptgottheit, die im ḫešta-Haus verehrt wurde.